# Hell in a Cell (2022)
Hell in a Cell (2022) – gala wrestlingu wyprodukowana przez federację WWE dla zawodników z brandów Raw i SmackDown. Odbyła się 5 czerwca 2022 w Allstate Arena w Rosemont w stanie Illinois. Emisja była przeprowadzana na żywo za pośrednictwem serwisu strumieniowego Peacock w Stanach Zjednoczonych i WWE Network na całym świecie oraz w systemie pay-per-view. Była to czternasta gala w chronologii cyklu Hell in a Cell.
Na gali odbyło się siedem walk. W walce wieczoru, Cody Rhodes pokonał Setha "Freakin" Rollinsa w Hell in a Cell matchu. W innych ważnych walkach, The Judgment Day (Edge, Damian Priest i Rhea Ripley) pokonali Finna Bálora, AJ Stylesa i Liv Morgan w Six-person Mixed Tag Team matchu, Bobby Lashley pokonał Omosa i MVP poprzez submission w 2-on-1 Handicap matchu oraz Bianca Belair pokonała Asukę i Becky Lynch w Triple Threat matchu broiniąc Raw Women’s Championship.

## Produkcja i rywalizacje
Hell in a Cell oferowało walki profesjonalnego wrestlingu z udziałem wrestlerów należących do brandów Raw i SmackDown. Wyreżyserowane rywalizacje (storyline’y) były kreowane podczas cotygodniowych gal Raw i SmackDown. Wrestlerzy są przedstawieni jako heele (negatywni, źli zawodnicy i najczęściej wrogowie publiki) i face’owie (pozytywni, dobrzy i najczęściej ulubieńcy publiki), którzy rywalizują pomiędzy sobą w seriach walk mających budować napięcie. Kulminacją rywalizacji jest walka wrestlerska lub ich seria.

### Cody Rhodes vs. Seth "Freakin" Rollins
Po tym, jak Cody Rhodes pokonał Setha "Freakin" Rollinsa na WrestleManii 38 i WrestleManii Backlash, Rhodes otrzymał walkę o United States Championship 9 maja na odcinku Raw. Podczas walki, Rollins zaatakował Rhodesa, co kosztowało Rhodesa walkę i tytuł. W następnym tygodniu, Rhodes ponownie wyzwał Rollinsa na pojedynek, tym razem jako Hell in a Cell match, które Rollins zaakceptował.

### Bianca Belair vs. Asuka vs. Becky Lynch
Na WrestleManii 38, Bianca Belair pokonała Becky Lynch zdobywając Raw Women's Championship. 25 kwietnia na odcinku Raw, Lynch wygłosiła promo w którym ona chciała rewanżu przeciwko Belair, jednak Asuka niespodziewanie powróciła po dziewięciu miesiącach przerwy z powodu kontuzji. Asuka następnie otrzymała szansę od WWE official Adama Pearce’a do zmierzenia się z Biancą Belair w championship contender’s matchu 9 maja na odcinku Raw, jednak, walka zakończyła się bez rezultatu po tym, jak Becky Lynch zaatakowała obie zawodniczki. W następnym tygodniu, Asuka pokonała Lynch o miano pretendenckie do Raw Women’s Championship na Hell in a Cell, z obecną mistrzynią, Biancą Belair. 23 maja na odcinku Raw, Lynch dostała kolejną szansę do zmierzenia się z Asuką z dodatkowym zastrzeżeniem, że jeśli Lynch wygra, zostanie dodana do walki o mistrzostwo na Hell in a Cell. Lynch pokonała Asukę, dzięki czemu walka o mistrzostwo stała się Triple Threat matchem.

### Bobby Lashley vs. Omos i MVP
Na WrestleManii 38, Bobby Lashley pokonał Omosa. Na następnym odcinku Raw, menedżer Lashleya, MVP, obrócił się przeciwko Lashleyowi i sprzymierzył się z Omosem, który następnie pokonał Lashleya na WrestleMania Backlash z pomocą MVP. Lashley następnie pokonał Omosa w Steel Cage matchu, kiedy Omos rzucił Lashleya przez klatkę, pozwalając mu wygrać, wychodząc z klatki 16 maja na odcinku Raw. W następnym tygodniu, gdy Lashley chciał położyć kres ich rywalizacji, wyzwał MVP na walkę, w którym zwycięzca będzie mógł wybrać stypulację swojej walki z Omosem na Hell in a Cell. Z pomocą Omosa, MVP pokonał Lashleya poprzez wyliczenie pozaringowe. Omos i MVP zdecydowali, że stypulacją na Hell in a Cell będzie 2-on-1 Handicap match, w którym Omos i MVP zmierzą się z Lashleyem.

### Ezekiel vs. Kevin Owens
4 kwietnia na odcinku Raw po WrestleManii 38, powrócił Elias, jednak z zmienionym gimmickiem postaci, Kevin Owens rozpoznał go że to jest Elias, jednak on powiedział, że nie jest Eliasem, tylko jego młodszym bratem Ezekielem, Owens po czym powiedział, żeby Ezekiel przestał kłamać i powiedział, że nienawidzi kłamców. Dwa tygodnie później, podczas segmentu KO Show, Ezekiel miał test z wykrywaczem kłamstw, Chad Gable zadał mu pytanie czy jego prawdziwe imię to Ezekiel, a ten odpowiedział, że tak, po czym Gable powiedział ze mówi prawdę, Owens nie uwierzył w to i kazał Gable’owi zapytać go jeszcze raz, Gable zadał tym razem mu pytanie czy Elias to jego starszy brat, a Ezekiel także odpowiedział, że tak i także Gable powiedział ze mówi prawdę, co w także Owens nie uwierzył i sam zadał mu pytanie czy jego prawdziwe imię to Elias, na co Ezekiel odpowiedział, że nie, i po raz trzeci Gable powiedział, że Ezekiel mówi prawdę, ale znowu Owens mu nie uwierzył. 23 maja na odcinku Raw, po tym jak Ezekiel pokonał Gable’a, Owens i Otis próbowali zaatakować Ezekiela, jednak ten uciekł na trybuny, po czy Owens wziął mikrofon i powiedział, że jego nie obchodzi jak Ezekiel siebie nazywa, chce tylko go pokonać i wyzwał Ezekiela na pojedynek na Hell in a Cell, a walka została później zabookowana na Hell in a Cell.

### Six-person Mixed Tag Team match
Na WrestleMania Backlash, w końcowych momentach walki AJ Stylesa z Edgem, zamaskowana osoba zepchnęła Stylesa z górnej liny. Edge po tym założył dźwignię Crossface na Stylesie, który zemdlał, wygrywając w ten sposób walkę. Po walce, zamaskowana osoba dołączyła do Edge’a na ringu. Zamaskowana osoba ujawniła się jako Rhea Ripley, dzięki czemu została dodana do stajni Edge’a, The Judgement Day. 16 maja na odcinku Raw, na backstage’'u, Styles i Finn Bálor chcieli aby Liv Morgan dołączyła do ich drużyny przeciwko The Judgement Day, Morgan odpowiedziała, że zastanowi się nad tym, ostatecznie Morgan dołączyła do drużyny z Stylesem i Bálorem. Po kilku tygodniach rywalizacji, 30 maja na Hell in a Cell zaplanowano Six-person Mixed Tag Team match, pomiędzy Stylesem, Bálorem i Morgan przeciwko The Judgment Day (Edge, Damian Priest i Ripley).

### Madcap Moss vs. Happy Corbin
Na WrestleMania Backlash, Madcap Moss pokonał Happy’ego Corbina. Na następnym odcinku SmackDown, podczas gdy Moss wygłaszał promo, Corbin zaatakował go stalowym krzesłem, po czym owinął krzesło wokół głowy Mossa, a następnie podniósł André the Giant Memorial Trophy, które Moss wygrał podczas Battle Royalu na WrestleMania SmackDown i rzucił nim na krzesło, aby się zamknęło. Moss powrócił 3 czerwca na odcinku SmackDown i wyzwał Corbina na walkę, ale Corbin powiedział, że to jest zły pomysł, jednak WWE official Adam Pearce uznał, że to jest dobry pomysł i zabookował walkę tego samego dnia. W walce, Corbin uderzył Mossa stalowym krzesłem, przez co Moss wygrał walkę przez dyskwalifikację, a po walce Corbin dalej atakował go krzesłem. Później na backstage’u, Pearce powiedział Corbinowi że on zmierzy się z Mossem na Hell in a Cell w stypulacji No Holds Barred match.

## Gala
| Rola:                           | Osoba:                         |
| ------------------------------- | ------------------------------ |
| Komentatorzy angielskojęzyczni  | Michael Cole (SmackDown)       |
| Komentatorzy angielskojęzyczni  | Jimmy Smith (Raw)              |
| Komentatorzy angielskojęzyczni  | Corey Graves (wszystkie walki) |
| Komentatorzy angielskojęzyczni  | Byron Saxton (Raw)             |
| Komentatorzy hiszpańskojęzyczni | Marcelo Rodriguez              |
| Komentatorzy hiszpańskojęzyczni | Jerry Soto                     |
| Spikerzy                        | Mike Rome (Raw)                |
| Spikerzy                        | Samantha Irvin (SmackDown)     |
| Sędziowie                       | Danilo Anfibio                 |
| Sędziowie                       | Jason Ayers                    |
| Sędziowie                       | Jessika Carr                   |
| Sędziowie                       | Daphne Lashaunn                |
| Sędziowie                       | Eddie Orengo                   |
| Sędziowie                       | Ryan Tran                      |
| Sędziowie                       | Rod Zapata                     |
| Panel Pre-show                  | Kayla Braxton                  |
| Panel Pre-show                  | Kevin Patrick                  |
| Panel Pre-show                  | Peter Rosenberg                |
| Panel Pre-show                  | Booker T                       |
| Panel Pre-show                  | Jerry Lawler                   |

### Główne show
Gala rozpoczęła się walką o mistrzostwo kobiet Raw, mistrzyni Bianca Belair zmierzyła się z Asuką i Becky Lynch w Triple Threat matchu. Asuka założyła na Belair dźwignię Armbar, ale Belair skontrowała i wbiła ją w górny narożnik. Lynch wykonała Natural Selection na Belair. Lynch wykonała na Belair Top Rope Leg Drop, ale Asuka przerwała pin. Belair rzuciła Asukę na Lynch i wykonała skok na łapach w Standing Moonsault, ale walka nie zakończyła się. Asuka uderzyła Codebreakerem w Belair, a następnie złapała Lynch z liny w kolejny Codebreaker, ale nie udało się jej przypiąć. Asuka umieściła obie w Double Ankle Lock, ale obie dotarły do lin. Lynch uderzył Belair ruchem Manhandle Slam, ale Asuka przerwała pin. W końcówce, Lynch wyrzuciła Belair z ringu i uderzyła Asukę drugim Manhandle Slamem. Belair wróciła, by wyrzucić Lynch z ringu i przypięła Asukę, aby zachować tytuł.
Następnie, Bobby Lashley zmierzył się z Omosem i MVP w 2-on-1 Handicap matchu. Ostatecznie MVP wypchnął Lashleya z ringu za pomocą Boot Playera. Omos przerzucił Lashleya przez barykadę, ale Lashley wrócił na ring po tym jak sędzia doliczył do dziewięciu. Cedric Alexander wyszedł i wszedł na ring, ale został wyrzucony przez Omosa. To odwrócenie uwagi od Alexandra pozwoliło Lashleyowi wykonać Spear na Omosie i zmusić MVP do poddania się po założeniu dźwigni Hurt Lock, aby wygrać walkę.
Następnie, Ezekiel zmierzył się z Kevinem Owensem. Owens wykonał Tornado DDT przed nearfallem. Owens wykonał Swanton, ale Ezekiel podniósł kolana. Owens wykonał Pop-Up Powerbomb, aby zakończyć nearfallem. Ezekiel wszedł na górę, ale Owens położył go na linach. Owens zrzucił Ezekiela z lin, a następnie wykonał Cannonball w narożnik. Owens wykonał Stunner na Ezekielu, aby wygrać walkę.
W czwartej walce, AJ Styles, Finn Bálor i Liv Morgan zmierzyli się z The Judgement Day (Edge, Damian Priest i Rhea Ripley) w Six-person Mixed Tag Team matchu. Dwie drużyny walczyły na ringu, aby rozpocząć. Judgement Day spędził większość walki na neutralizacji Bálora przed kolegami z drużyny. Styles w końcu uderzył Edge’a Phenomenal Forearm, ale Priest wyciągnął Stylesa z ringu podczas przypięcia. Ripley spróbowała wykonać Riptide, ale Morgan cofnęła się i wykonała na niej DDT. Bálor próbował dokonać Coup de Grâce na Priestcie, ale Ripley zepchneła Bálora z górnej liny. Priest wykonał South of Heaven Chokeslam na Bálorze, ale został złapany za pomocą Phenomenal Forearm od Stylesa. Edge rzucił Stylesa na słupek ringowy, gdy Bálor ponownie próbował wykonać Coup de Grâce, Ripley wkroczyła, aby go powstrzymać. Po tym, jak Morgan wyrzuciła Ripley z ringu, Bálor spudłował z wykonaniem Coup de Grâce, gdy Edge się poruszył, a następnie wykonał Spear na Bálorze, aby wygrać walkę dla Judgement Day.
Następnie, Madcap Moss zmierzył się z Happym Corbinem w No Holds Barred matchu. Corbin uderzył Mossa stalowym krzesłem, ale Moss przejął kontrolę i odwzajemnił przysługę. Moss zaatakował Corbina DDT, ale nie udało mu się go przypiąć. Na zewnątrz, Corbin pobiegł i uderzył Mossem Chop Blockiem. Corbin umieścił krzesło na szyi Mossa i rzucił go na stół komentatorski. Moss uderzył Corbina Fallaway Slamem w stalowe schody, które zostały ustawione w rogu, a następnie uderzył Punchlinem. Moss położył szyję Corbina na stalowym krześle i uderzył schodami w krzesło i przypiął Corbina, aby wygrać walkę.
W przedostatniej walce, Theory bronił mistrzostwo Stanów Zjednoczonych przeciwko Mustafie Alim. Ali zdecydował się na wykonanie 450 splash, ale Theory wyrolował się z drogi i Ali zranił się w kolano. Chop Theory’ego zablokował zranione kolano i uderzył Alego ruchem ATL, aby zachować tytuł.

### Walka wieczoru
W walce wieczoru, Cody Rhodes zmierzył się z Sethem "Freakin" Rollinsem w Hell in a Cell matchu. Rollins wyszedł w stroju z motywem polka dot, by kpić z ojca Rhodesa, Dusty’ego, podczas gdy Rhodes brał udział w walce z całkowicie naderwanym mięśniem piersiowym. Rhodes wcześnie uderzył Rollinsa Disaster Kickiem i Cody Cutterem. Rhodes założył na Rollinsie dźwignię Figure-Four Leglock, ale puścił po tym, jak Rollins odmówił puszczenia dolnej liny. Rollins kilka razy rzucił Rhodesa w ścianę celi z powodu kontuzji ramienia. Rollins zaatakował kontuzjowane ramię po stalowych schodach. Rollins wyciągnął pas balastowy w polka doty, aby uderzyć Rhodesa w kontuzjowane ramię. Rollins próbował wykonać Frog Splash, ale Rhodes ruszył się i Rollins przebił się przez stół. Rhodes wyciągnął spod ringu linę na byka i zarówno on, jak i Seth przyczepili się do niej. Rhodes uderzył Rollinsa w głowę krowim dzwonkiem i był blisko przypięcia. Rollins użył liny, by najpierw uderzyć ramie Rhodesa w słupek ringowy. Rhodes wykonał Cross Rhodes na Rollinsie przed nearfallem. Rollins wykonał Buckle Bomb na Rhodesie przez stół, ale walka nie zakończyła się po przypięciu. Rollins wyciągnął spod ringu młot, ale Rhodesowi udało się uniknąć trafienia. Rhodes wykonał na Rollinsie Pedigree, ale nie udało się mu go przypiąć. Rollins wykonał na Rhodesie Cross Rhodes, ale Rhodes był w stanie wykonać własnego. Rollins wykonał Stomp, ale nie przypiął go. Rhodes dwukrotnie wykonał Cross Rhodes na Rollinsie, zanim uderzył go młotem, aby wygrać walkę.

## Wyniki walk
| Nr                                 | Wyniki | Stypulacje                                         | Czas  |
| ---------------------------------- | --- | -------------------------------------------------- | ----- |
| 1                                  | Bianca Belair (c) pokonała Asukę i Becky Lynch poprzez pinfall                                                      | Triple Threat match o WWE Raw Women’s Championship | 18:55 |
| 2                                  | Bobby Lashley pokonał Omosa i MVP poprzez submission                                                                | 2-on-1 Handicap match                              | 8:25  |
| 3                                  | Kevin Owens pokonał Ezekiela poprzez pinfall                                                                        | Singles match                                      | 9:20  |
| 4                                  | The Judgment Day (Edge, Damian Priest i Rhea Ripley) pokonali Finna Bálora, AJ Stylesa i Liv Morgan poprzez pinfall | Six-person Mixed Tag Team match                    | 16:00 |
| 5                                  | Madcap Moss pokonał Happy’ego Corbina poprzez pinfall                                                               | No Holds Barred match                              | 12:05 |
| 6                                  | Theory (c) pokonał Mustafę Alego poprzez pinfall                                                                    | Singles match o WWE United States Championship     | 10:25 |
| 7                                  | Cody Rhodes pokonał Setha "Freakin" Rollinsa poprzez pinfall                                                        | Hell in a Cell match                               | 24:20 |
| (c) – mistrz/mistrzyni przed walką | |                                                    |       |

## Wydarzenia po gali

### Raw
Cody Rhodes otworzył następnej nocy odcinek Raw i powiedział, że w końcu skończył z Sethem "Freakin" Rollinsem. Pomimo umówionej wizyty w czwartek na operację naderwanego mięśnia piersiowego, zasugerował, że wygra Money in the Bank ladder match podczas nadchodzącej gali Money in the Bank. Następnie Rollins przerwał i powiedział, że nadal nie lubi Rhodesa, ale Rhodes zasłużył sobie na jego szacunek. Rollins opuścił ring, ale gdy Rhodes wychodził, Rollins zaatakował Rhodesa od tyłu młotem i kontynuował atakowanie Rhodesa, dopóki nie zostali rozdzieleni przez sędziów i WWE officials.
The Judgement Day (Edge, Damian Priest i Rhea Ripley) chwalili się zwycięstwem nad AJ Stylesem, Finnem Bálorem i Liv Morgan. Ripley powiedziała, że ich przeznaczeniem jest zwycięstwo i że wygra Fatal 4-Way match tej nocy, również z udziałem Morgan i pójdzie na Money in the Bank, aby wygrać mistrzostwo kobiet Raw. Edge powiedział, że dodadzą nowego członka do grupy, który został ujawniony jako Bálor. Bálor powiedział, że jest zmęczony byciem kimś, kim nie chciał być i postrzega Judgement Day jako sposób na rozwój własnej kariery. Bálor, wraz z Priestem i Ripley, odwrócili się od Edge’a i zaatakowali go, wykonując na nim Con-chair-to. Później tej nocy, Ripley wygrała Fatal 4-Way match, przypinając Doudrop aby zdobyć walkę z Biancą Belair o mistrzostwo kobiet Raw na Money in the Bank.
Ezekiel przyznał, że nie udało mu się w walce z Kevinem Owensem. Następnie wyzwał Owensa na rewanż w następnym tygodniu. Owens zgodził się tylko wtedy, gdy Ezekiel przyznał, że w rzeczywistości był Eliasem. Ezekiel to zrobił i po tym, jak Owens zgodził się na walkę, ujawnił, że kłamał, zanim zaatakował Owensa.

### SmackDown
Kolejna walka pomiędzy Happy Corbinem i Madcap Mossem została ogłoszona na 17 czerwca na odcinek SmackDown, tym razem jako „Last Laugh” match, który wygrał Moss, kończąc w ten sposób ich rywalizację.